# 김학만 (독립운동가)
김학만(金學萬, 1884년 ~ 1931년)은 대한민국의 항일독립운동가이다. 함남 단천 출생이다.

## 생애
1907년 5월 블라디보스토크 신한촌(新韓村)에서 계동학교(啓東學校)를 설립하여 교장으로 활동한 데 이어 1908년 명동학교(明東學校)·동흥학교(東興學校)·선흥의숙(鮮興義塾) 등 학교 설립과 운영을 적극 후원하였다. 1908년 1월경에는 함북에서 이강년(李康秊) 의병부대에 재정을 지원하기도 하였다.
1910년 노령 블라디보스토크에서 한인거류민회 회장으로 당선되어 1914년까지 활동하였으며, 같은 해 8월 경술국치 소식이 전해지자, 신한촌에서 이상설(李相卨)·유인석(柳麟錫)·이범윤(李範允) 등 6명과 함께 성명회(聲明會)를 조직하여 취지서를 발표하면서 이른바 한일합방의 부당성을 각국에 호소하였다.
이와 더불어 이범윤(李範允)의 독립군부대 편성에 필요한 자금을 적극 후원하였다. 1911년 5월 항일운동단체인 권업회(勸業會)가 창립되자, 그해 12월 총재로 선임되었으며, 1911년부터 1918년까지 이승희(李承熙)와 함께 중국 밀산현(密山縣) 봉밀산(蜂密山) 일대에 독립군기지 개척의 일환으로 한인정착촌인 한흥동(韓興洞) 건설사업을 적극 추진하기도 하였다. 이로 인해 1917년 9월 대동단결선언서(大同團結宣言書)와 찬동통지서를 받고도 봉밀산에 있던 탓에 서명하지 못하였다.
1919년 2월 중국 길림에서 발표된 대한독립선언서(이른바 戊午獨立宣言書)에 서명하였다. 1921년 노인동맹단(老人同盟團) 단장으로 활동하였다.

## 사후
대한민국 정부는 고인의 공훈을 기리기 위해 2012년에 건국훈장 애국장을 추서하였다.